# Polybia parvula
Polybia parvula är en getingart. Polybia parvula ingår i släktet Polybia och familjen getingar. Utöver nominatformen finns också underarten P. p. pseudospilonota.